# أمادو بينيدا
أمادو بينيدا هو عالم أرصاد فلبيني، ولد في 5 مايو 1938، وتوفي في 6 أغسطس 2015.

## وصلات خارجية
- أمادو بينيدا على موقع IMDb (الإنجليزية)